# Orlando Montenegro Medrano
Orlando Montenegro Medrano (15 de mayo de 1920 - 29 de octubre de 1988) fue presidente interino de Nicaragua el 3 de agosto de 1966, cuando la muerte del Presidente de la República René Schick Gutiérrez. Lo sucedió ese mismo día el doctor Lorenzo Guerrero Gutiérrez.